# KkStB 189
Die kkStB 189 war eine Tenderlokomotivreihe der k.k. Staatsbahnen Österreichs, deren Lokomotiven durch Umbau aus den schmalspurigen Lokomotiven Reihe kkStB Gv 1903 entstanden.
Als die Pferdeeisenbahn Budweis–Linz–Gmunden auf Lokomotivbetrieb umgestellt wurde, behielt man die Spurweite von 1106 mm bei.
Die dafür beschafften Lokomotiven kkStB Gv waren daher Schmalspurlokomotiven.
Als die kkStB, die die ehemalige Pferdeeisenbahn übernommen hatte, 1903 die Strecke auf Normalspur umbaute,
ließ sie auch die vier vorhandenen Gv einem Umbau auf Normalspur unterziehen.
Jedoch waren die Maschinen, die von Karl Gölsdorf mit einem Krauss-Helmholtz-Lenkgestell ausgestattet worden waren und daher keinen festen Radstand besaßen, nur sehr beschränkt einsetzbar.
Sie waren alle in Wels stationiert.
Drei schied die BBÖ 1929 und 1932 aus.
Die vierte kam 1938 als 88.7101 zur Deutschen Reichsbahn, überlebte sogar den Zweiten Weltkrieg und wurde erst 1953 von der sowjetischen Verwaltung der Verschrottung zugeführt.